# Надуйяха
Надуйяха (также Надуй-Яха, Надояха) — река в России, протекает по территории Ямальского района Ямало-Ненецкого автономного округа, на полуострове Ямал. Длина реки — 271 км, площадь водосборного бассейна — 2890 км².
Исток реки находится в центральной части полуострова Ямал на высоте более 25 м над уровнем моря. Преимущественно течёт на запад и северо-запад по тундровой местности. В среднем течении берега часто обрывистые, активно меандрирует. В бассейне большое количество некрупных озёр и болот. Прибрежные участки заболоченной равнины в среднем и верхнем течении расчленены сетью логов, оврагов и речных долин. Перед устьем образует обширную дельту вместе с рекой Юндыяха (Юнетаяха), с которой на одном участке происходит бифуркация. Впадает несколькими рукавами в губу Крузенштерна в проливе Шарапов Шар Карского моря. Река испытывает приливно-отливные течения. Перед устьем ширина реки достигает 220 м, а глубина — 3 м. Скорость течения в низовьях составляет 0,2 м/с.
Половодье умеренное, наступает в конце весны и начале лета. Летне-осенняя межень чередуется с редкими и незначительными летними паводками. При высоком половодье наблюдается межбассейновый водообмен.   
Река богата рыбой, в ней происходит нерест, нагул и зимовка ценных видов рыб. В реке водятся 13 видов рыб, относящихся к 6 отрядам и 8 семействам. Три вида из трёх семейств являются морскими. К самому многочисленному семейству сиговых относятся 6 видов. Обитают азиатская зубатая корюшка, арктический омуль, муксун (в красной книге ЯНАО), чир и сиг-пыжьян, пелядь, ряпушка, сибирский хариус, налим, навага, девятииглая колюшка, четырёхрогий бычок, полярная камбала.

## Основные притоки
Указаны поименованные притоки длиной более 30 км.
| Название        | Расстояние от устья | Длина | Положение |
| --------------- | ------------------- | ----- | --------- |
| Нгурияха        | 12                  | 68    | правый    |
| Юнъяха          | 73                  | 43    | левый     |
| Тесусё          | 99                  | 55    | правый    |
| Надоко-Неизъяха | 162                 | 34    | левый     |
| Тарензейсё      | 202                 | 50    | левый     |

## Данные водного реестра
По данным государственного водного реестра России относится к Нижнеобскому бассейновому округу, водохозяйственный участок — реки бассейна Карского моря от западной границы бассейна реки Большая Ою до мыса Скуратова, речной подбассейн реки — подбассейн отсутствует. Речной бассейн реки — Реки бассейна Карского моря междуречья Печоры и Оби.
Код объекта в государственном водном реестре — 15010000112115300039706.